# Karl Friedrich Birkenstock
Karl Friedrich Wilhelm Birkenstock (* 3. Juni 1808 in Homburg vor der Höhe; † nach 1874) war ein deutscher Politiker.
Birkenstock war der Sohn des Gastwirts und späteren Stadtschultheiß Johann Friedrich Wilhelm Birkenstock (* 15. März 1777 in Homburg; † 4. Februar 1836 ebenda), des Sohns des Metzgermeisters und Ratsherrn Johann Lorenz Birkenstock. Die Mutter war Anna Maria geborene Birkenstock (* 26. Januar 1788 in Homburg), die Tochter des Gastwirts Johann Georg Birkenstock.
Birkenstock war Stadtrat in Homburg. Während der Märzrevolution leitete er am 17. April 1848 eine Adresse der Auslandsdeutschen in Philadelphia an den Fünfzigerausschuss weiter, in der eine deutsche Republik gefordert wurde. Er wurde 1848 für den Wahlkreis Köppern, Seulberg, Dillingen in den Landtag von Hessen-Homburg gewählt.